# Karlsbad (Germania)
Karlsbad è un comune tedesco di 16 135 abitanti, situato nel land del Baden-Württemberg.